# Scrobigera media
Scrobigera media là một loài bướm đêm trong họ Noctuidae.